# Club de Beisbol Bonanova
El Club de Beisbol Bonanova és un club de beisbol català de la ciutat de Barcelona.
El club va ser fundat el 1983, tot i que no es constituí oficialment fins al 1992, format per antics jugadors del Club de Beisbol Col·legi Montmany, que havia desaparegut durant la dècada dels vuitanta, i del Club de Beisbol Herzegovino. En el seu palmarès en destaquen el Trofeu Federació o Copa Generalitat (1988, 1997, 1999) i el Campionat de Catalunya o Lliga Catalana (1988, 1990).
El 1999 va estar a un pas de proclamar-se campió de Catalunya, però finalment ho fou el club de beisbol Girona. Acabà invicte la primera volta de la Copa Generalitat del 2000.